# Ꝕ
La Ꝕ es una letra que se usaba en la abreviación escribana de la palabra prae (antes) en el latín medieval. Es una P con cola de ardilla.

## Unicode
Esta ligadura se puede representar con los siguientes caracteres Unicode:
| Carácter      | Ꝕ                                         | Ꝕ                                         | ꝕ                                       | ꝕ                                       |
| ------------- | ----------------------------------------- | ----------------------------------------- | --------------------------------------- | --------------------------------------- |
| Unicode       | LATIN CAPITAL LETTER P WITH SQUIRREL TAIL | LATIN CAPITAL LETTER P WITH SQUIRREL TAIL | LATIN SMALL LETTER P WITH SQUIRREL TAIL | LATIN SMALL LETTER P WITH SQUIRREL TAIL |
| Codificación  | decimal                                   | hex                                       | decimal                                 | hex                                     |
| Unicode       | 42836                                     | U+A754                                    | 42837                                   | U+A755                                  |
| UTF-8         | 234 157 148                               | EA 9D 94                                  | 234 157 149                             | EA 9D 95                                |
| Ref. numérica | &#42836;                                  | &#xA754;                                  | &#42837;                                | &#xA755;                                |